# Neusaap
De neusaap (Nasalis larvatus) is de enige soort in het geslacht neusapen (Nasalis), uit de wouden van Borneo. Het meest opvallende kenmerk van de soort is de grote hangende neus van het mannetje, waaraan het dier zijn naam dankt. Het is de grootste slankaap.
De soort is genoemd naar de uitzonderlijk grote neus van de volwassen mannetjes, die 17 cm lang kan worden en voor de mond hangt. De mannetjes zijn veel groter zijn dan de vrouwtjes, wegen gemiddeld ruim 20 kg en zijn van kruin tot staartaanzet 66-76 cm lang. De vrouwtjes wegen zo’n 10 kg en zijn 53-61 cm lang en hebben een vooruitstekende neus. De dieren hebben een roodbruine vacht op de rug, schouders, bovenarmen en heupen, met een donkerdere kruin op de kop, een roomkleurige buik en grijze poten, handen en staart. De neusaap komt voor in het laagland van Borneo, in rivierbossen, veenmoerassen en mangroves. Het is een goede zwemmer, zelfs onder water. De dieren eten voornamelijk jonge bladeren, aangevuld met onrijp fruit, zaden, bloemen, insecten en krabben. Vanwege het lastig te verteren voedsel hebben de dieren een opvallende tonvormige buik. Troepen bestaan uit een enkel volwassen mannetje en diverse vrouwtjes met jongen, of uitsluitend adolescente en minder dominante mannetjes. Vrouwtjes wisselen vaak van groep. In gevangenschap kunnen neusapen ongeveer 25 jaar oud worden. De neusaap is een bedreigde soort, die is opgenomen in bijlage 1 van het Verdrag inzake de internationale handel in bedreigde in het wild levende dier- en plantensoorten (CITES).

## Beschrijving
De neusaap is een grote primaat en heeft het grootste relatieve verschil in gewicht tussen volwassen mannetjes en vrouwtjes van alle slankapen. Gemiddelde wegen vrouwtjes 10 kg en zijn 53-61 cm lang terwijl de mannetjes 21 kg wegen en  66-76 cm lang zijn, nog afgezien van de staart van 56-76 cm. De dieren hebben een roodbruine vacht op de rug, schouders, bovenarmen en heupen, met een donkerdere kruin op de kop, een roomkleurige buik en grijze poten, handen en staart. Het is de enige slankaap in Zuidoost-Azië met deze vachtkleuren. De onbehaarde delen van het gezicht zijn vleeskleurig tot terracotta, terwijl het ziteelt en de onbehaarde handpalmen en voetzolen bijna zwart zijn. Beide geslachten hebben uitzonderlijk grote neuzen. Bij de volwassen mannetjes hangend ze tot onder de mond en kunnen 17 cm lang worden. De onbehaarde penis is rood en de balzak zwart.
De neusaap heeft een kleinere maag en een grotere twaalfvingerige darm dan de andere slankapen, waardoor het vermogen het voedsel te vergisten kleiner is vergeleken met langoeren waar een groter deel van het dieet uit blad bestaat. Net als stompneusapen en doeks heeft de neusaap een duidelijke uitstulping, de presaccus, bij de voormaag, waardoor de maag uit vier compartimenten bestaat. Het gewicht en oppervlak van de dikke darm zijn groter dan bij andere slankapen.

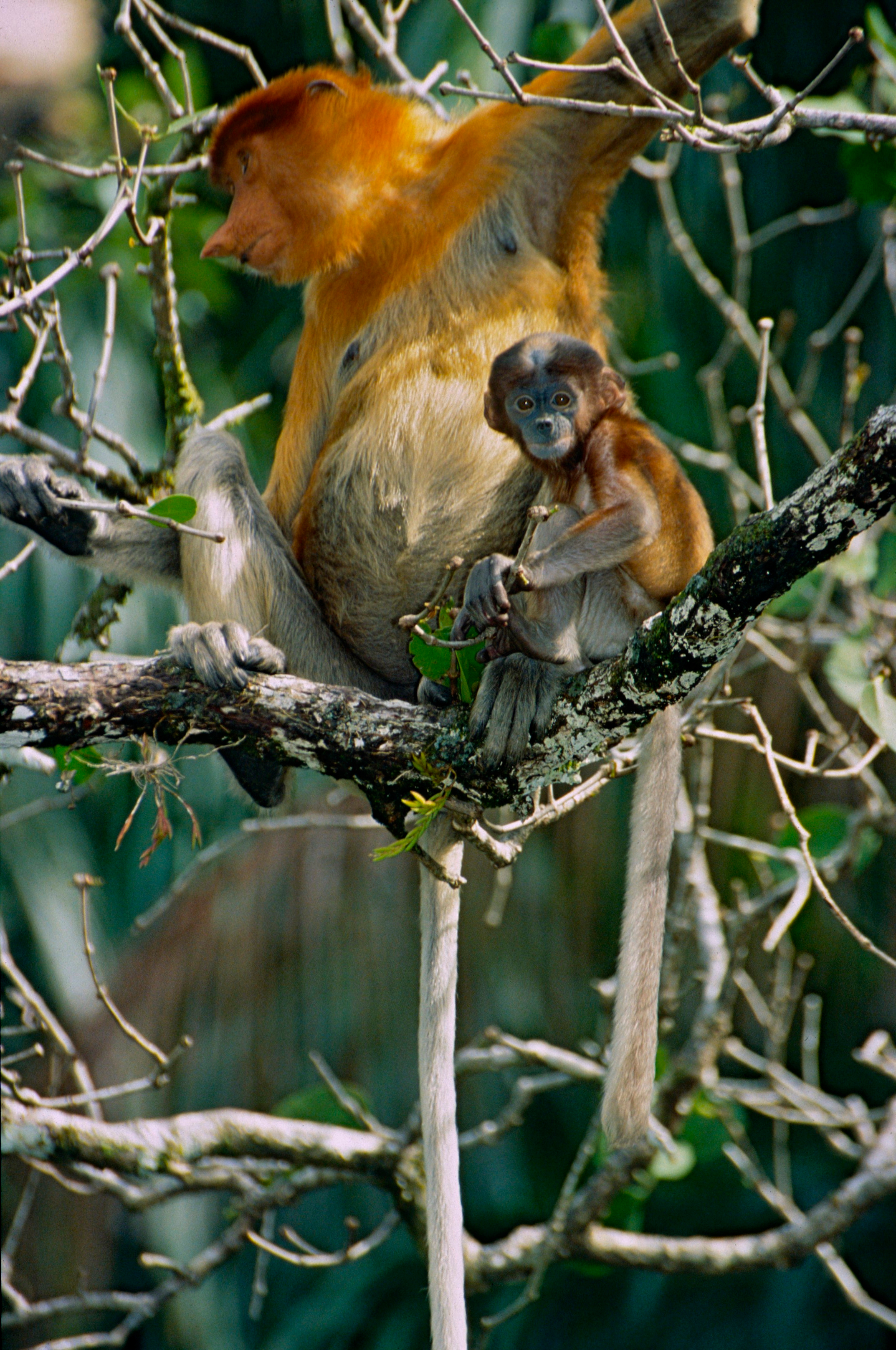
Vrouwtje met jong
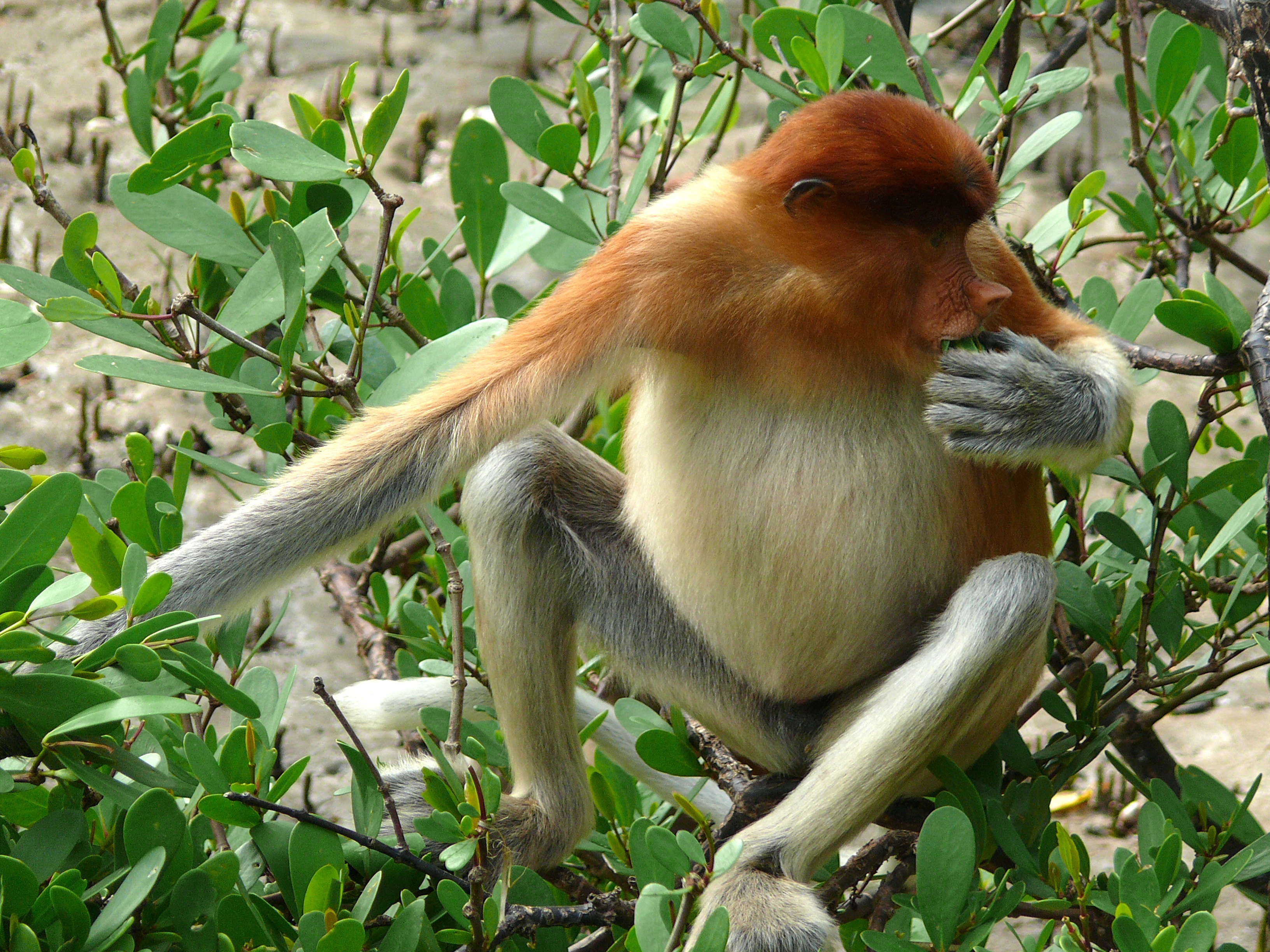
Vrouwtje
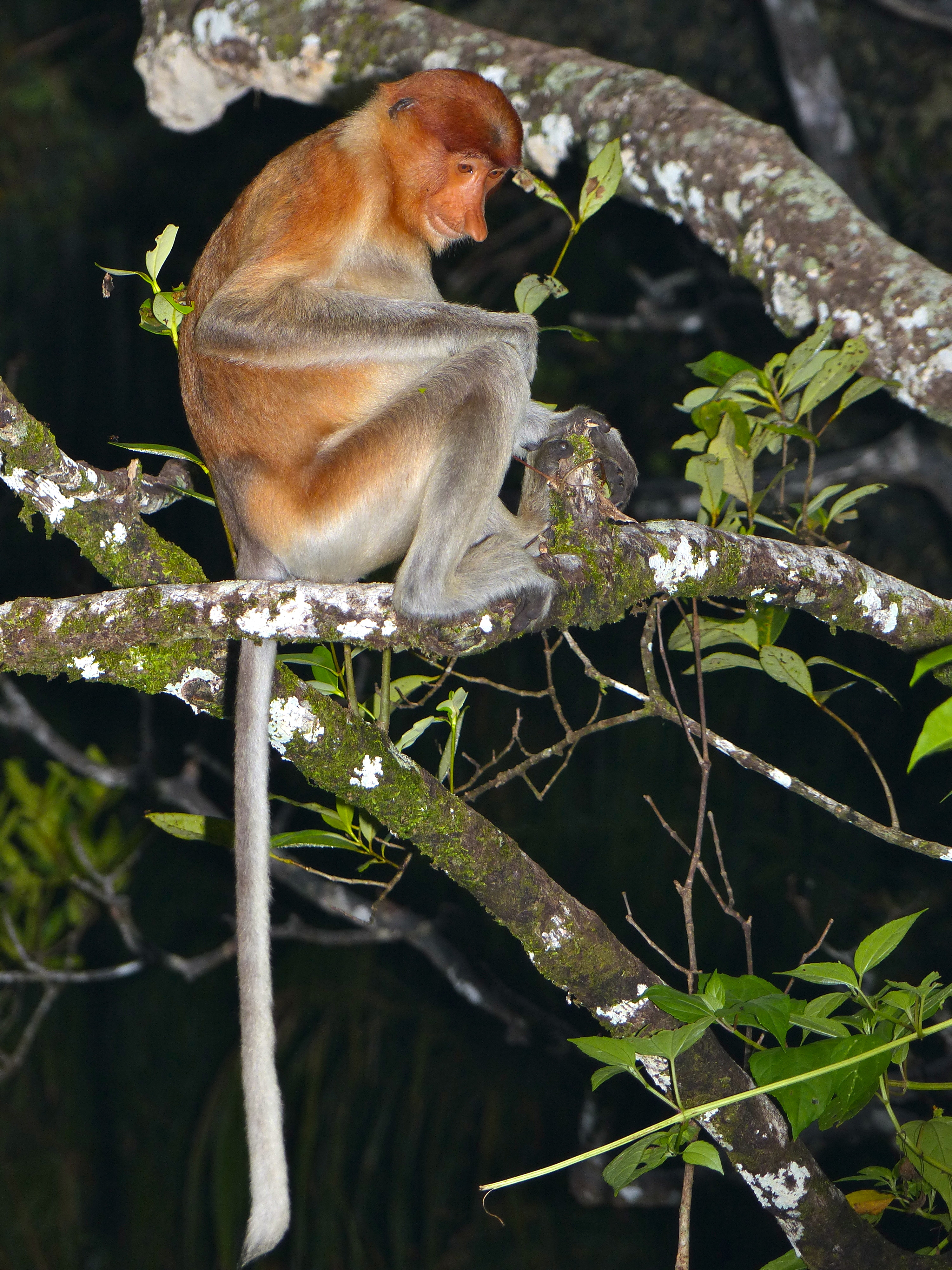
Jong mannetje

### Anatomie
De hersenen van de mannetjes hebben een inhoud van gemiddeld 102 cm3, de vrouwtjes van 85 cm3. Neusapen hebben een robuuste onderkaak waarvan de helften zeer stevig met elkaar zijn vergroeid. De tandformule van de volwassen neusaap is 2.1.2.32.1.2.3 × 2 = 32, dat wil zeggen twee snijtanden, een hoektand, twee valse kiezen en drie ware kiezen in elke helft van de bovenkaak, en diezelfde elementen in de onderkaak. Dit is identiek aan de elementen van het gebit van de mens. De zware neus wordt ondersteund met buiten het bot uitstekend kraakbeen. De wervelkolom bestaat uit 7 nekwervels, 12 borstwervels, 7 lendenwervels, 3 heiligbeenwervels en 25 staartwervels, 54 in totaal. Bij mensapen zijn de aantallen borst- en lendenwervels veel variabeler. Het penisbot is slechts 8 mm lang. Het opperarmbeen van de neusaap heeft een grote bolvormige kop, en een lange schacht, wat kan wijzen op een andere wijze van voortbeweging in de bomen. De proporties van het schouderblad en de hoek van de kop van het schouderblad lijken op die van de gibbons. De neusaap is de enige soort van de familie Apen van de Oude Wereld waarbij de lengte van dijbeen en scheenbeen samen langer is dan de romp. De middenhands- en middenvoetsbeentjes zijn lang, zowel absoluut als relatief ten opzichte van de kootjes. De voeten hebben een kort vlies tussen alle tenen behalve de grote teen tot halverwege de middelste kootjes.

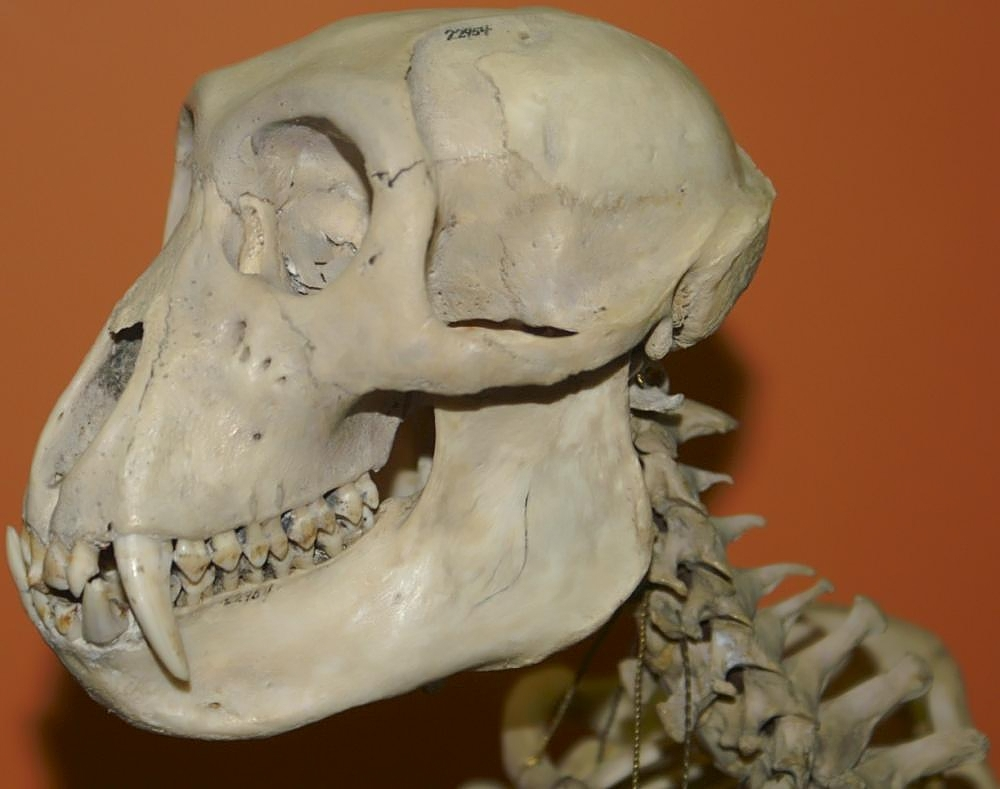
Schedel

### Ontwikkeling
De placenta bestaat uit een voorste en achterste schotelvormig lob en de enige navelstreng die is gemeten was 15 cm lang. Het geboortegewicht is ongeveer 450 gram. Ongeveer de helft van de zwangerschappen betreft twee embryo’s, maar er wordt meestal maar een enkele baby geboren. De zuigelingen beginnen met het nemen van vast voedsel na 6 weken en worden na ongeveer 7 of 8 maanden gespeend. Baby's worden geboren met dun, zwartig haar en een donkerblauwe gezichtshuid, en hebben de korte, naar boven wijzende puntneuzen die ook typerend zijn voor de varkensstaartlangoer en de stompneusapen. De volgorde waarin de tanden en kiezen doorkomen is zowel boven als onder: voorste kies, beide snijtanden, middelste kies, beide valse kiezen en hoektand, en tot slot verstandskies. Dit patroon lijkt op dat van de meerkatachtige apen en verschilt van dat van de overige slankapen waarbij de tweede kies eerder doorkomt dan de snijtanden.

### Chromosomen
De neusaap heeft 24 paar homologe chromosomen (2n=48). Dat aantal verschilt voor zover bekend van de andere slankapen die 22 paar homologe chromosomen hebben. Het aantal chromosomen bij de varkensstaartlangoer is niet bekend.

## Taxonomie
In zijn standaardwerk Systema naturae uit 1758 onderscheidde Carl Linnaeus vier geslachten in de orde Primates: Homo, Simia, Lemur en Vespertilio. De soorten die aanvankelijk in het geslacht Simia waren geplaatst, werden later verdeeld over veel nieuwe geslachten. Uiteindelijk bleef de naam Simia over omdat onduidelijk was welke soort als het type van de geslachtsnaam moest worden beschouwd. Daarom is Simia door de International Commission on Zoological Nomenclature onderdrukt in 1929. Linnaeus creërde in 1758 ook de naam Cercopithecus als onderdeel van Simia. Die naam heeft daarom prioriteit gekregen van de ICZN. Vanaf het jaar 1746 werd in delen het boek Histoire Naturelle, Générale et Particulière, avec la Description du Cabinet du Roi uitgegeven, van de hand van Georges-Louis Leclerc de Buffon en zijn leerling Louis Jean-Marie Daubenton. Volume 14 over primaten verscheen in 1766, waarbij Daubenton de inleiding schreef over Nomenclature des Singes [naamgeving der apen] en gedetailleerde anatomische beschrijvingen gaf van 18 verschillende soorten. Daaraan ontbrak echter de neusaap. Dat jaar ontstond er een ernstig conflict tussen Buffon en Daubenton. Vermoedelijk werd le nasique (de neusaap) voor het eerst beschreven door Daubenton tijdens een lezing aan de Académie des sciences die plaats zou hebben gevonden in de jaren kort na 1766. Dit zou volgens diverse 19de-eeuwse zoölogisch auteurs (zoals Cuvier) de bron zijn voor de huidige geslachtsnaam Nasalis. Mogelijk als gevolg van het conflict is deze beschrijving toen echter niet gepubliceerd. In 1775 beeldt Johann Christian von Schreber een gravure af van Simia Nasica (de neusaap) in zijn boek Die Säugethiere in Abbildungen nach der Natur mit Beschreibungen. Het is veel waarschijnlijk dat Von Schreber een beschrijving en afbeelding van de neusaap van Daubenton heeft gezien, dan dat hij zelf een levend of opgezet exemplaar onder ogen heeft gehad. In 1781 beschreef Friedrich von Wurmb de neusaap aan de hand van dieren die verzameld werden nabij Pontianak, westelijk Kalimantan, in toenmalig Nederlands-Indië, en gaf deze de wetenschappelijke naam Cercopithecus larvatus. In 1789 werd de tweede editie van de Histoire Naturelle uitgegeven, waarin Daubenton niet langer als medeauteur staat vermeld en grote delen van de beschrijvingen van diens hand zijn geschrapt. In deze tweede editie nam Buffon echter wel een korte beschrijving op van de guenon à long nez [langneusaap] (Cercopithecus larvatus) die hij aan Von Wurmb toeschrijft. Uiteindelijk werd een uitgebreide beschrijving van de neusaap van hand van Daubenton pas elf jaar na de dood van Buffon gepubliceerd in 1799. De naam le nasique voldoet echter hoe dan ook niet aan de eisen voor een wetenschappelijke naam, die immers uit een geslachtsnaam en een soortnaam moet bestaan. Robert Kerr gaf in 1792 de naam Cercopithecus capistratus. In 1800, gaf de Engelse bioloog George Shaw de naam Simia nasalis en in 1801 volgde de Franse priester en entomoloog Pierre André Latreille met Cercopithecus nasica. De huidige combinatie Nasalis larvatus wordt voor het eerst gebruikt in 1812 door Étienne Geoffroy Saint-Hilaire. Anselme Gaëtan Desmarest noemt de soort Cercopithecus nasicus in 1817, en besluit die in 1820 onder te brengen in een eigen ondergeslacht als Cercopithecus (Nasalis) nasicus. Louis-Antoine Desmoulins beschouwde de neusaap als een hoelman en maakt de nieuwe combinatie Semnopithecus nasicus in 1825. In 1828 onderscheiden Nicholas Aylward Vigors en Thomas Horsfield Nasalis recurvus, maar John Edward Gray toonde aan dat het ging om een jong exemplaar van de neusaap. Ook Johann Baptist Fischer was van mening dat de neusaap bij de hoelmans moest worden ingedeeld en maakte de nieuwe combinatie Semnopithecus larvata in 1829, William Charles Linnaeus Martin corrigeerde dat tot Semnopithecus larvatus in 1841. Anders Gustaf Dahlbom deelde de neusaap in bij de stompneusapen en maakt de combinatie Rhynchopithecus nasalis in 1856. In 1878 meende John Anderson eveneens dat de neusaap een eigen ondergeslacht nodig heeft, maar dan in het geslacht van de hoelmans: Semnopithecus (Nasalis) larvatus. In 1940 onderscheidde Frederick Nutter Chasen een ondersoort van oostelijk Kalimantan: Nasalis larvatus subsp. orientalis. In zijn monografie van de neusaap uit 2015 vindt Lee Harding de verschillen te klein om ondersoorten te onderscheiden.

### Naamgeving
Het dier wordt bekantan genoemd in het Indonesisch, rasong in het Maleisisch en proboscis monkey (slurfaap) in het Engels. Vroeger zou ook de naam orang belanda (Nederlander) zijn gebruikt, een verwijzing naar de grote neus en dikke buik van de Nederlandse kolonisator.

### Verwantschap
De neusaap wordt ingedeeld bij de orde der primaten, in de familie apen van de Oude Wereld, onderfamilie der slankapen, en is de enige soort in het geslacht neusapen. Onderzoek naar de verwantschap op basis van vergelijking van homoloog DNA heeft meer inzicht in de verwantschap van de neusaap gegeven. De neusaap is het meest verwant aan de varkensstaartlangoer, een zeldzame en weinig bekende soort die alleen voorkomt op de Mentawai-eilanden voor de zuidwestkust van Sumatra. De voorouder van de groep waarin de kortneusapen en de neusaap, splitste zich ongeveer 7-10 miljoen jaar geleden af van de voorouder van de langoeren. De laatste gemeenschappelijke voorouder van de varkensstaartlangoer en de neusaap leefde vermoedelijk in het vroege Pleistoceen, 2 miljoen jaar geleden.
|  | \| \| Nasalis larvatus (neusaap) \| \| \| \| \| \| Simias concolor (varkensstaartlangoer) \| \| \| \| |
|  | |
|  | Rhinopithecus (stompneusapen)                                                                         |
|  | |
|  | Nasalis larvatus (neusaap)                                                                            |
|  | |
|  | Simias concolor (varkensstaartlangoer)                                                                |
|  | |

|  | Nasalis larvatus (neusaap)             |
|  |                                        |
|  | Simias concolor (varkensstaartlangoer) |
|  |                                        |

|  | \| \| Nasalis larvatus (neusaap) \| \| \| \| \| \| Simias concolor (varkensstaartlangoer) \| \| \| \| |
|  | |
|  | Rhinopithecus (stompneusapen)                                                                         |
|  | |
|  | Nasalis larvatus (neusaap)                                                                            |
|  | |
|  | Simias concolor (varkensstaartlangoer)                                                                |
|  | |

|  | Nasalis larvatus (neusaap)             |
|  |                                        |
|  | Simias concolor (varkensstaartlangoer) |
|  |                                        |

|  | Trachypithecus (pruiklangoeren) |
|  |                                 |
|  | Presbytis (echte langoeren)     |
|  |                                 |

|  | \| \| Nasalis larvatus (neusaap) \| \| \| \| \| \| Simias concolor (varkensstaartlangoer) \| \| \| \| |
|  | |
|  | Rhinopithecus (stompneusapen)                                                                         |
|  | |
|  | Nasalis larvatus (neusaap)                                                                            |
|  | |
|  | Simias concolor (varkensstaartlangoer)                                                                |
|  | |

|  | Nasalis larvatus (neusaap)             |
|  |                                        |
|  | Simias concolor (varkensstaartlangoer) |
|  |                                        |

|  | \| \| Nasalis larvatus (neusaap) \| \| \| \| \| \| Simias concolor (varkensstaartlangoer) \| \| \| \| |
|  | |
|  | Rhinopithecus (stompneusapen)                                                                         |
|  | |
|  | Nasalis larvatus (neusaap)                                                                            |
|  | |
|  | Simias concolor (varkensstaartlangoer)                                                                |
|  | |

|  | Nasalis larvatus (neusaap)             |
|  |                                        |
|  | Simias concolor (varkensstaartlangoer) |
|  |                                        |

|  | Trachypithecus (pruiklangoeren) |
|  |                                 |
|  | Presbytis (echte langoeren)     |
|  |                                 |

|  | \| \| Nasalis larvatus (neusaap) \| \| \| \| \| \| Simias concolor (varkensstaartlangoer) \| \| \| \| |
|  | |
|  | Rhinopithecus (stompneusapen)                                                                         |
|  | |
|  | Nasalis larvatus (neusaap)                                                                            |
|  | |
|  | Simias concolor (varkensstaartlangoer)                                                                |
|  | |

|  | Nasalis larvatus (neusaap)             |
|  |                                        |
|  | Simias concolor (varkensstaartlangoer) |
|  |                                        |

|  | \| \| Nasalis larvatus (neusaap) \| \| \| \| \| \| Simias concolor (varkensstaartlangoer) \| \| \| \| |
|  | |
|  | Rhinopithecus (stompneusapen)                                                                         |
|  | |
|  | Nasalis larvatus (neusaap)                                                                            |
|  | |
|  | Simias concolor (varkensstaartlangoer)                                                                |
|  | |

|  | Nasalis larvatus (neusaap)             |
|  |                                        |
|  | Simias concolor (varkensstaartlangoer) |
|  |                                        |

|  | Trachypithecus (pruiklangoeren) |
|  |                                 |
|  | Presbytis (echte langoeren)     |
|  |                                 |

|  | \| \| Nasalis larvatus (neusaap) \| \| \| \| \| \| Simias concolor (varkensstaartlangoer) \| \| \| \| |
|  | |
|  | Rhinopithecus (stompneusapen)                                                                         |
|  | |
|  | Nasalis larvatus (neusaap)                                                                            |
|  | |
|  | Simias concolor (varkensstaartlangoer)                                                                |
|  | |

|  | Nasalis larvatus (neusaap)             |
|  |                                        |
|  | Simias concolor (varkensstaartlangoer) |
|  |                                        |

|  | \| \| Nasalis larvatus (neusaap) \| \| \| \| \| \| Simias concolor (varkensstaartlangoer) \| \| \| \| |
|  | |
|  | Rhinopithecus (stompneusapen)                                                                         |
|  | |
|  | Nasalis larvatus (neusaap)                                                                            |
|  | |
|  | Simias concolor (varkensstaartlangoer)                                                                |
|  | |

|  | Nasalis larvatus (neusaap)             |
|  |                                        |
|  | Simias concolor (varkensstaartlangoer) |
|  |                                        |

|  | Trachypithecus (pruiklangoeren) |
|  |                                 |
|  | Presbytis (echte langoeren)     |
|  |                                 |

### Fossielen
Er zijn geen fossielen bekend van de neusaap. Mogelijk is dit een gevolg van de omstandigheid dat in het typische leefgebied weinig opgravingen hebben plaatsgevonden. De neusaap was waarschijnlijk al aanwezig op Borneo als een endemische taxon in het late Plioceen. De laatste gemeenschappelijke voorouder van de neusaap en Simias concolor is vermoedelijk in het vroege Plioceen op de Soenda-eilanden aangekomen. Een recente vondst van  Mesopithecus  in Yunnan suggereert dat in dit gebied de gemeenschappelijke voorouder van de kortneusapen, de varkensstaartlangoer en de neusaap ooit leefde.

## Gedrag
De hoeveelheid tijd die wordt besteed aan rusten, eten en verplaatsen varieert per bostype, en eten gebeurt met meest tussen 13.00 en 15.00 uur. In een gemengd mangrovebos werd meer dan 40% van de tijd gebruikt om uit te rusten, 25% om te verplaatsen, ongeveer hetzelfde om te eten, 8% om te spelen en 1% om te verzorgen. In rivierbossen rusten neusapen meer (ongeveer 75%), eten ze minder (ongeveer 20%) en verplaatsen ze veel minder (3,5%). Het gibbonachtige schouderblad maakt het makkelijker voor de neusaap om zich aan de armen zwaaiend voort te bewegen. Vaak wordt gegeten terwijl het dier aan een arm aan een tak hangt. De neusaap loopt rechtop, met opgeheven armen, op het land en bij het waden. De korte zwemvliezen tussen alle tenen en de lange middenhands- en middenvoetsbeentjes maken makkelijker op de zachte modder van mangrovemoerassen te lopen en om te zwemmen, een waardevolle eigenschap aangezien de soort voorkomt in rivierbossen, moerassen en mangroves. Er is waargenomen dat een neusaap 20 m onder water zwom om een roofvogel te ontlopen. Waar meerdere bostypes naast elkaar voorkomen is er het hele jaar door een grotere verscheidenheid aan voedsel en dekking beschikbaar. Groepen steken vaker rivieren over om onderzoekers te vermijden als ze nog niet gewend zijn aan vredelievende mensen, een aanwijzing dat zwemmen een strategie kan zijn om landroofdieren te ontvluchten. De neusaap steekt het liefst rivieren over waar de afstand naar de andere oever zo klein mogelijk is. De dieren springen van een tak op een hoogte van 5-15 m, landen met een grote plons en zwemmen direct naar de andere oever. De voorkeur voor slaapplaatsen aan de rivier lijkt ook voornamelijk een strategie te zijn om roofdieren te vermijden, omdat noch de temperatuur noch de voedselbeschikbaarheid verschilt tussen de rivieroevers en gebieden waar de neusaap zich overdag voedt. Vooral hogere bomen worden gebruikt om te slapen. Volwassen mannetjes kunnen indringers confronteren terwijl de anderen vertrekken. Bekende mensen worden genegeerd.

### Groepsrelaties
Neusapen trekken meestal op in groepen bestaande uit een enkel mannetje en meerdere vrouwtjes en hun jongen, maar er komen ook groepen mannetjes voor. De territoria van groepen overlappen. Solitaire mannetjes en groepen die volledig uit mannetjes komen veel voor en vrouwtjes verplaatsen zich vaak tussen groepen. Vrouwtjes die van groep wisselen zijn meestal jongvolwassenen. In de loop van enkele jaren kunnen zowel mannelijke als vrouwelijke leden van groep wisselen. Afgezien van individuen die de groep verlaten, zijn groepen echter behoorlijk stabiel. Sommige groepen komen dichter bij andere en kiezen slaapplaatsen naast elkaar, maar dit is meestal een tijdelijke samenscholing als er veel voedsel beschikbaar is. De groepsgrootte kan variëren van 3 tot 32, afhankelijk van de beschikbaarheid van geschikt voedsel, de grootte van het territorium en de mate van verstoring. In een mengeling van mangrove-, rivier- en laagland dipterocarp-bos was de gemiddelde groepsgrootte 12 en 21 in een mangrovebos.
In gevangenschap worden pasgeborenen onmiddellijk het middelpunt van de aandacht, waarbij de groep om de nieuwe moeder komt zitten en de baby observeert. In gevangenschap dragen andere vrouwtjes dan de moeder nieuwe baby's en er is ook gezien dat een mannetje een baby even vasthoudt. De moeders krijgen hun baby's zonder problemen terug. Bij een bevalling overdag keken andere groepsleden toe, maar waren er verder niet bij betrokken. Vrouwtjes eten de placenta op na de geboorte van hun baby.
Neusapen zijn minder intens sociaal dan andere slankapen en vertonen relatief minder interacties. In een onderzoek werd slechts 0,5% van de tijd besteed aan vlooien, terwijl andere vriendschappelijke interacties helemaal niet werden waargenomen. Agressie komt maar zelden voor. Vlucht- en aanvalsgedrag nam slechts 0,5-1% van de tijd in beslag en leidde nooit tot fysiek contact Voorbeelden waren een alfamannetje dat een vrouw uit een andere groep verjaagde en een alfamannetje dat een man uit een andere groep verjaagde. De belangrijkste rol van het alfamannetje, naast bescherming tegen roofdieren, is het handhaven van de groepscohesie door toezicht te houden op het vecht-of-vluchtgedrag van anderen. Het lage niveau van agressie is ook gebruikelijk bij smalneusapen. Er is geen duidelijke, lineaire dominantiehiërarchie, hoewel specifieke individuen meer worden gedomineerd dan andere. De meeste verzorging is door vrouwtjes die vrouwtjes of juvenielen vlooien; mannetjes vlooien zelden of nooit vrouwtjes, maar andersom wel af en toe.

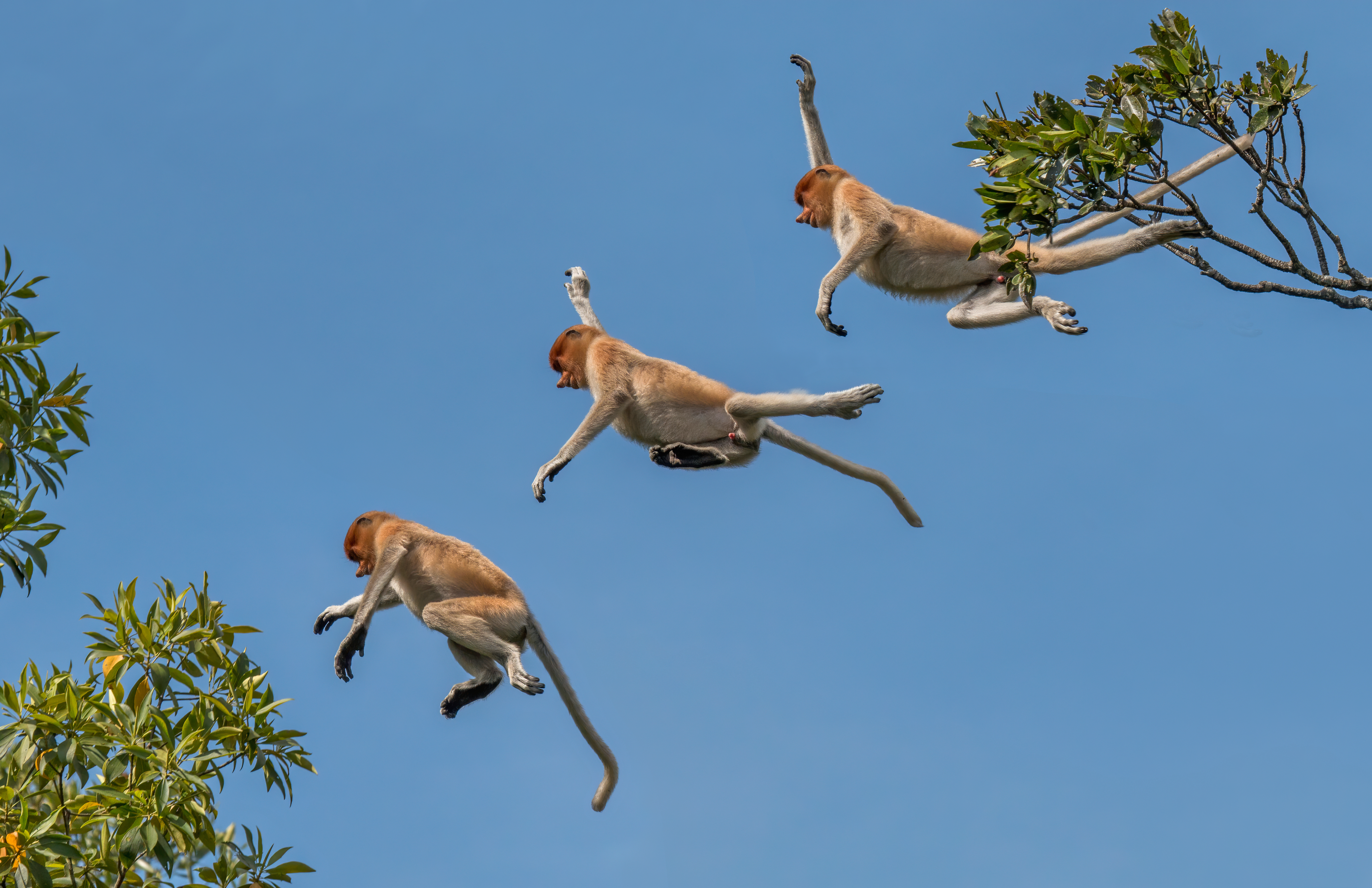
Compositiefoto van een sprong
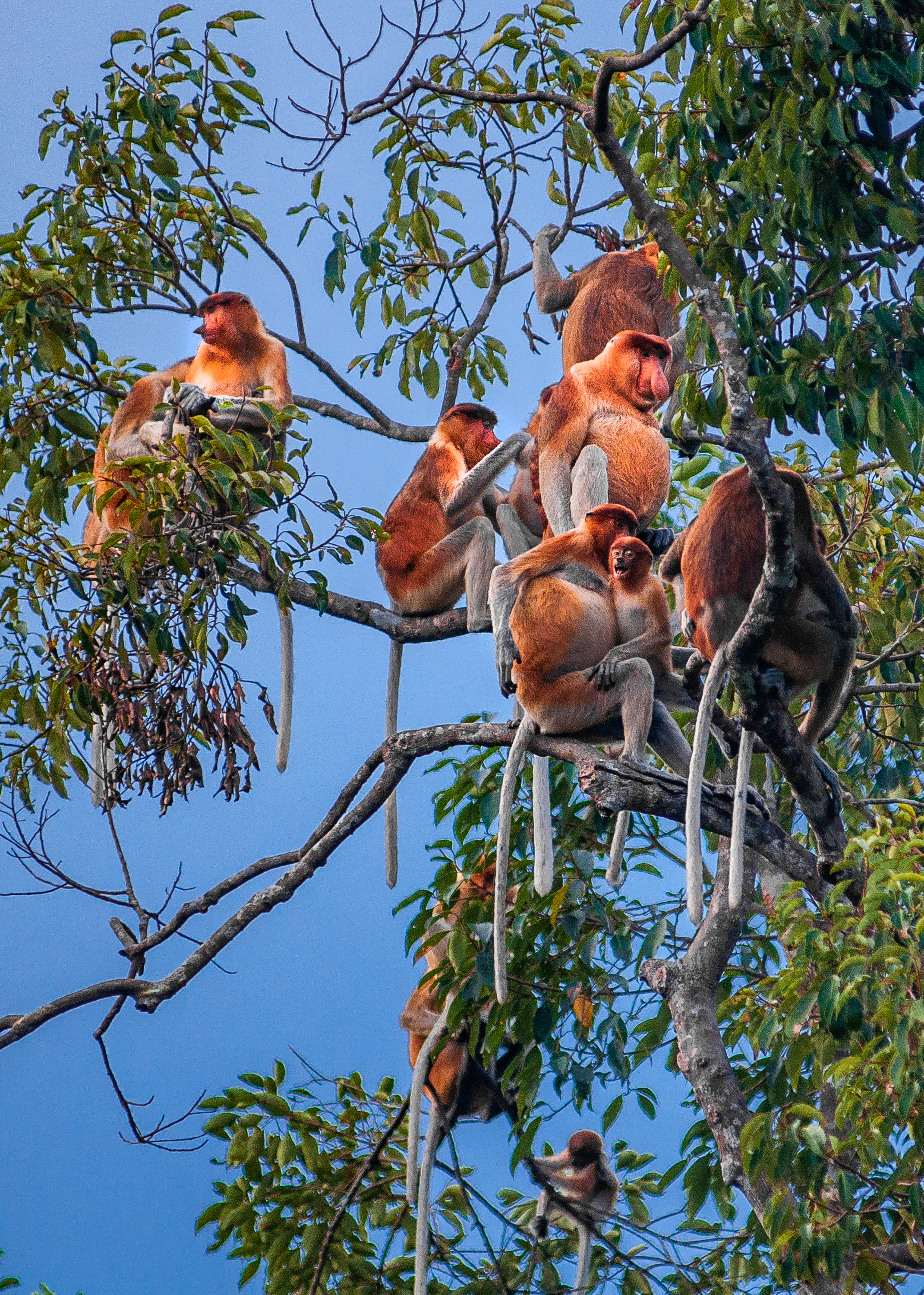
Troep met een mannetje en diverse vrouwtjes met jongen
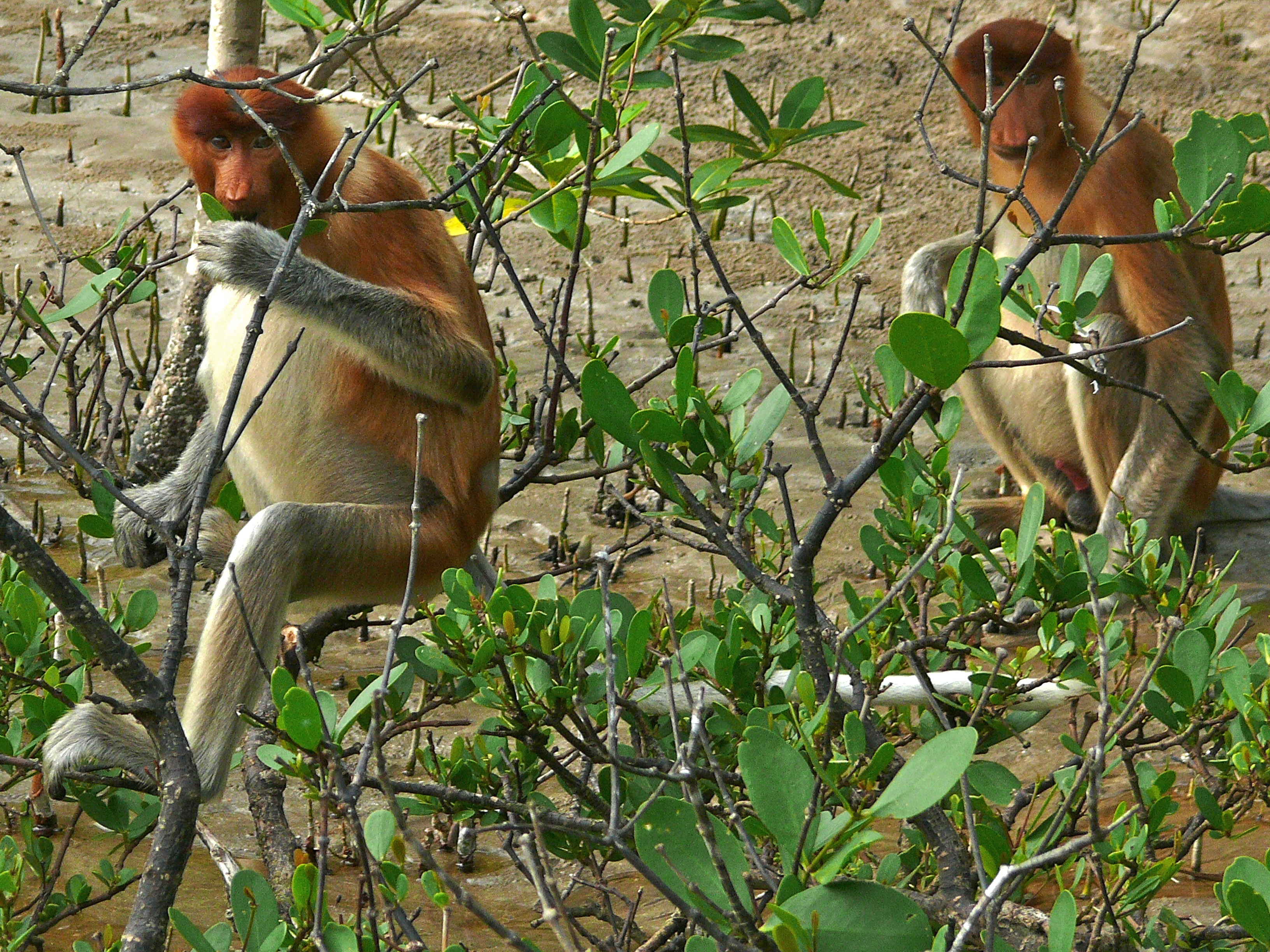
Vrijgezellengroep

### Communicatie
De grote neus van het mannetje wordt gebruikt om hun stem te versterken en om vrouwtjes aan te trekken. Het meest gehoorde geluiden is een resonerende, langgerekte, gansachtige roep, die bij het vrouwtje iets zachter is dan bij het mannetje. De vier meest voorkomende soorten geluiden zijn "krijsen", "toeteren", "brullen" en "balken". Meerdere dieren produceren soms samen allerlei geluiden in koor. Tijdens agressie of wanneer ze gealarmeerd zijn, krijsen op een zeer hoge frequentie van 1,4–6,8 kHz. Dit is hoger dan verwacht op basis van een vergelijkende studie van grote primaten. De hoge frequentie kan een aanpassing zijn om te voorkomen dat de aandacht van krokodillen wordt getrokken en om beter contact te maken met andere groepsleden in dichte vegetatie.

### Voedsel
De robuuste en stevig vergroeide onderkaak maakt dat er goed kan worden gekauwd. De dieren braken soms voedsel op om het te herkauwen, zodat er meer voedingsstoffen opgenomen kunnen worden op momenten dat het dieet vooral uit slecht verteerbaar blad bestaat. Hierdoor zijn de bladfragmenten in de darm klein voor zo’n groot dier. De neusaap fermenteert zijn voedsel in de twaalfvingerige darm. De neusaap eet zaden, vruchten en jonge bladeren die weliswaar van een grote diversiteit aan plantensoorten afkomstig zijn, maar is tegelijkertijd uiterst selectief. Volgroeide bladeren vormen slechts ongeveer 3% van het dieet. Het aandeel van blad in het voedsel varieert sterk. Zo bestaat het voedsel in Kutai National Park, Oost-Kalimantan voor zo’n 80% uit bladeren, 8% fruit, 8% bloemen, en voor het overige schors, insecten en krabben. Langs de Kinabatanganrivier bestaat het dieet voor twee derde uit jonge bladeren en een kwart uit onrijpe vruchten en zo’n 8% bloemen. Rijpe vruchten worden gemeden omdat die suikers bevatten die bij de gisting in de twaalfvingerige darm tot overmatige gasvorming zouden leiden. In Samunsam, Sarawak, eet de soort slechts ongeveer voor de helft bladeren, met 3% bloemen, 35% fruit en 15% zaden. Niet van alle aanwezige boomsoorten worden de vruchten gegeten omdat ze te groot zijn, en sommige zaden zijn te hard. Sommige van die grotere vruchten worden echter wel gegeten door Borneose orang-oetans en Java-apen. De veel voorkomende Croton uit de wolfsmelkfamilie wordt volledig vermeden ondanks hun overvloedige vruchten en bloemen, die echter een sterke onaangename  geur hebben. Hoewel bladeren een vast en fors onderdeel van de voeding uitmaken, zijn bepaalde fruitsoorten een belangrijke voedselbron in het seizoen dat ze beschikbaar zijn. De neusaap eet zowel het onrijpe vruchtvlees als de zaden, maar gooit van veel vruchten het vruchtvlees weg wanneer de zaden rijp zijn. De neusaap eet ook schors van bepaalde bomen en de nesten van een soort boombewonende termieten. De hoeveelheid bast en termieten die vrouwtjes eten verschilt per seizoen, mannetjes eten het hele jaar door ongeveer dezelfde hoeveelheid. Er wordt verondersteld dat deze voedingsmiddelen vooral gegeten worden om mineralen aan te vullen, gifstoffen onschadelijk te maken en te helpen bij de spijsvertering, in plaats van als eiwitbron te dienen. Bladeren van geconsumeerde soorten bevatten meer eiwitten, fosfor en kalium en bevatten minder vezels, calcium en mangaan dan de bladeren die beschikbaar zijn maar niet worden gegeten. Er is berekend dat een neusaap van ongeveer 9 kg zo’n 9 ons vers gewicht (270 g droog gewicht) aan voedsel per dag zou consumeren ( 1060 kcal of 121 kcal/kg lichaamsgewicht). De bladeren, vruchten, bloemen en zaden die door de wilde neusaap worden gegeten, bevatten minder eiwitten en meer lignine dan het voedsel van andere slankapen. Bepaalde voedingsmiddelen (Alophyllus cobbe, Rhizophora apiculata en Avicennia officinalis bloemen, R. apiculata bast) worden in kleine hoeveelheden gegeten, maar dragen een onevenredige hoeveelheid voedingsstoffen bij omdat ze bijvoorbeeld veel kalium, zink, calcium of koper bevatten. Als zaadverspreider helpt de neusaap bosregeneratie aangezien de intacte kleine zaden van Ficus en andere boom- en liaansoorten worden vaak aangetroffen in uitwerpselen.

### Voortplanting

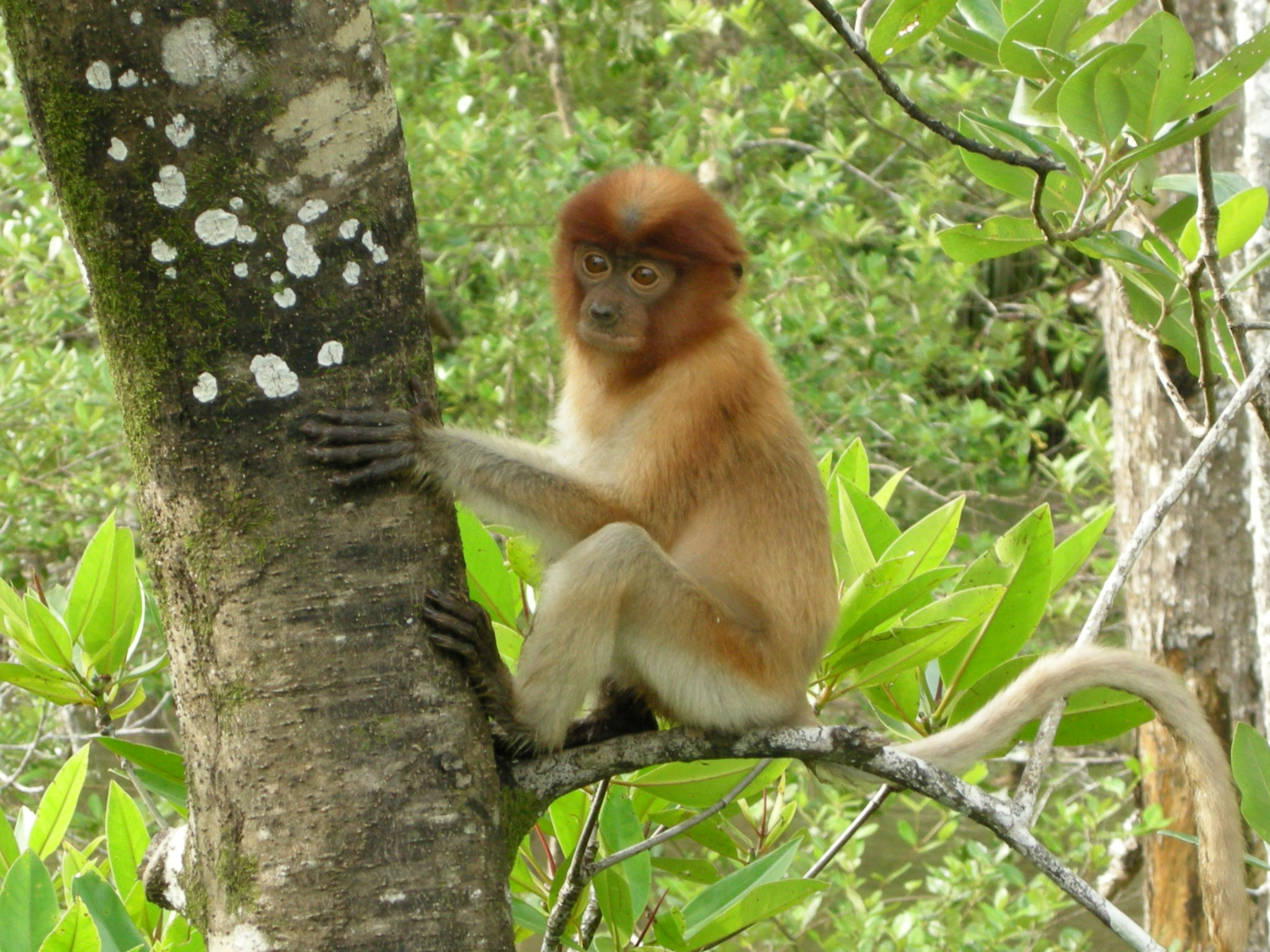
Jong

Vrouwelijke neusapen worden normaal gesproken geslachtsrijp op de leeftijd van 4 tot 6 jaar, nadat het volwassen gebit is voltooid. De leeftijd waarop vrouwtjes seksueel actief worden is gewoonlijk 3-5 jaar en bij mannetjes 5-7. De maximale leeftijd van reproductie wordt verondersteld gelijk te zijn aan de levensduur, aangezien het stoppen van de eisprong niet bekend is. Voortplanting is niet seizoensgebonden en de menstruatiecyclus duurt 22-23 dagen. Seksuele zwelling is duidelijk bij ongeveer driekwart van de copulerende vrouwtjes, waarbij parende adolescente vrouwtjes de duidelijkste zwelling vertonen. De draagtijd is 166 dagen, het interval tussen twee zwangerschappen is in de orde van 2 jaar en ongeveer 60% van de baby's is vrouwelijk. Neusapen zijn polygaam met voortplantingsgroepen die bestaan uit een enkel alfamannetje, verschillende volwassen vrouwtjes en jongen van verschillende leeftijden. Neusapen leven in op vrouwen gerichte samenlevingen waarin mannetjes zich meestal afzijdig houden. Volwassen vrouwtjes kunnen baby's die niet van henzelf zijn vasthouden en verzorgen, terwijl de moeder haar baby gemakkelijk terug kan halen, maar andere baby's borstvoeding geven is nooit waargenomen. Paringen zijn zeldzaam. Vrouwtjes en, minder vaak, mannetjes vragen soms om een paring. Die duurt ongeveer een halve minuut. Meestal is er een enkele bestijging, maar er is ook wel eens een serie van 6 waargenomen. Mannen gaan niet altijd in op verzoeken van de vrouwtjes. Vrouwtjes vragen om een paring door een pruilende gezichtsuitdrukking met tuitende lippen om de aandacht van het mannetje te trekken, gevolgd door hoofdschudden en het presenteren van de billen. Ze blijft haar hoofd schudden tijdens de paring. Mannetjes gebruiken een soortgelijke pruilende uitdrukking als ze seks willen en beide geslachten kunnen deze uitdrukking ook laten zien na de copulatie. Vrouwtjes vragen en paren op elk moment tijdens hun cyclus, maar ook tijdens de zwangerschap. Bestijging zonder copulatie komt voor tussen vrouwtjes, tussen vrouwtjes en zuigelingen of jongen, onder jongen, en tussen jongen en zuigelingen. Bestijgingen tussen volwassen vrouwtjes vinden vaak plaats kort nadat het mannetje niet op de uitnodiging is ingegaan. Vrouwtjes die zelf ook willen paren kunnen een copulerend stel lastigvallen.

## Ecologie
De neusaap komt vaak voor in hetzelfde gebied als mutslangoeren en Java-apen en ontmoet vaak andere primaten zoals echte langoeren, Borneose orang-oetans en gibbons. Er werd een wild paar Borneose orang-oetans gezien dat een nest had in de buurt van en interactie aanging met groepen neusapen, maar zonder duidelijk conflict of concurrentie om voedsel. Neusapen kunnen in dezelfde bomen eten als Borneogibbons en mutslangoeren, met een paar uur tussenruimte. Groepen gingen slapen in het zicht van mutslangoeren die zich ook voorbereidden op de nacht. Roofdieren die op neusapen jagen zijn onder meer de Borneose nevelpanter, de onechte gaviaal, de koningscobra en de Indische varaan. De populatieomvang van varanen neemt toe na het kappen van bos en men denkt dat dit de populatieomvang van de neusaap negatief beïnvloedt. Grote adelaarssoorten, zoals de Indische zwarte arend, komen voor op Borneo en het is bekend dat ze zoogdieren vangen. Eieren van Ascaris- en Trichiuris-wormen komen veel voor in uitwerpselen van neusapen. Een nieuw beschreven soort nematode, Enterobius serratus, bleek deze soort te parasiteren.

## Interactie met de mens
In sommige gebieden wordt door mensen op neusapen gejaagd, voornamelijk door Dajak en Iban, etnische groepen die alleen in het geïsoleerde binnenland wonen. De Maleiers die voornamelijk aan de kust wonen zijn moslims voor wie het eten van apenvlees verboden is. De neusaap wordt ook door mensen bejaagd voor aas om de varanen mee te vangen. Het voedsel dat neusapen krijgen in gevangenschap wijkt af van hun natuurlijke voedsel dat weinig eiwitten bevat en veel meer onverteerbare vezels. Door zijn gespecialiseerde dieet is de neusaap lastig in gevangenschap te houden. Buiten Zuidoost-Azië wordt de soort dan ook nauwelijks gehouden. Wel heeft jarenlang een groepje neusapen geleefd in de Bronx Zoo van New York. Van juni 2011 tot september 2015 leefde in de Apenheul in Nederland een groepje neusapen. Door sterfte van enkele van de deze apen is besloten om dit programma stil te leggen. De laatst overblijvende aap is daarom teruggestuurd naar Singapore.

## Verspreiding, populatieomvang en bescherming
De neusaap is uitsluitend te vinden op Borneo en enkele kleine eilanden voor de kust waar deze voorkomt in geschikte habitats, zoals aan de oevers van laaglandrivieren en mangrovemoerassen aan de kust, maar sommige populaties zijn uitgestorven door ontginning van het leefgebied. Het dier komt bijna nooit verder dan 200 km van de kust voor, meestal op een hoogte van minder dan 200 m. In 2008 werd het aantal dieren in de Maleisische deelstaat Sabah geschat op minimaal 6000 verdeeld over 5 grotere, maar ver van elkaar gelegen kustmoerassen en estuaria en kleinere groepen elders soms ver landinwaarts langs grote rivieren lagen. In Brunei zou een populatie voorkomen met ongeveer 300 dieren en ongeveer 1000 dieren in Sarawak. Het aantal dieren in Centraal-, West- en Oost-Kalimantan werd in 2005 geschat op 9.200. De wereldpopulatie zou daarmee uit ongeveer 16.000 exemplaren kunnen bestaan, hoewel recente, kwantitatieve schattingen niet beschikbaar zijn.
De neusaap komt vooral voor langs rivieren, kustdelta's en eilanden. Zijn leefgebied bestaat voornamelijk uit plankwortelbos aan oevers van rivieren, en mangrovebossen aan de kust of in het binnenland. Het plankwortelbos heeft hogere bomen dan de mangrovebossen en biedt een betere dekking tegen roofdieren. De neusaap komt voor in de hoogste dichtheden als er meer bostypes naast elkaar liggen. De typische habitat van de neusaap in Sarawak is het mangrove-nipabos langs de zoute en brakke delen van rivieren, met Avicennia en Sonneratia dicht bij de riviermonding, dan Rhizophora en verder stroomopwaarts Brugiera en Nypa fruticans. Waar het water zoet is, is het oeverbos vaak hoger dan het omringende laagland plankwortelbos. De neusaap kan zich aanpassen aan de menselijke aanwezigheid en zal gebruik maken van rubberplantages naast rivieren en laaglandbossen die voedsel en dekking bieden, maar vermijdt gebieden met intensieve menselijke activiteit.
De neusaap wordt vermeld als bedreigd door de International Union for Conservation of Nature and Natural Resources en staat in Bijlage I van CITES. In 1986 was 40% van het leefgebied van de neusapen al verloren gegaan en in 1995 49%. De afname sindsdien wordt op 2% per jaar geschat. In 1997-1998 hebben bosbranden, het resultaat van het rampzalige Mega Rice Project om veenmoerasbos om te zetten in rijstteelt in Kalimantan, ongeveer 400.000 ha bos verbrand en daarmee het grootste deel van de resterende neusapen-habitat vernietigd. Houtkap en omvorming van bos tot oliepalmplantages zijn de grootste bedreigingen en beide blijven in veel gebieden toenemen. Langs de Kinabatangan-rivier wordt het effect van habitatverlies verergerd door toerisme, dat de neusaap verstoort in de weinige opstanden van hoge rivierbomen die nog over zijn. Analyse van de levensvatbaarheid van de populaties voorspelt dat, bij gebrek aan verdere beheerinspanningen, de populaties in beschermde gebieden in Sabah redelijk stabiel zullen blijven, terwijl 2 populaties in beschermde gebieden in Kalimantan met meer dan de helft zullen afnemen, waarbij de kleinere over 30 jaar zal zijn uitgestorven. In die studie heeft brand in verband met landontginning voor landbouw het grootste negatieve effect en jacht de op één na grootste impact. Minstens 1 populatie (in het natuurreservaat Pulau Kaget) is onlangs uitgestorven en andere zullen waarschijnlijk volgen met het huidige tempo van verlies van leefgebied en jacht. Kaarten van de huidige verspreiding tonen inderdaad grote stukken kustlijn en grote rivieren met schijnbaar geschikte habitats, maar geen recente waarnemingen. Slechts ongeveer 15% van de populatie in Sabah komt voor in beschermde bosreservaten. In Kalimantan is er helaas geen verschil in ontbossingspercentages tussen niet-beschermde en beschermde gebieden, waardoor een beschermde gebiedsstatus de neusaap weinig veiligheid biedt. In de mangrovehabitat in het Nationaal park Kutai, beperkt de neusaap zich tot gebieden met dichte vegetatie, de aanwezigheid van bepaalde voedselboomsoorten en de nabijheid van water, terwijl wegen en nederzettingen werden vermeden, waardoor ze werden beperkt tot ongeveer 20% van de oppervlakte van het park. De neusaap kan zich echter aanpassen aan bepaalde ontwikkelingen, zoals rubberplantages, zolang voldoende diverse vegetatietypes en toegang tot water behouden blijven. De neusaap eet soms jonge bladeren en bloemen van rubberbomen en jonge bladeren van de kokospalm. Het dier kan gebruik maken van gekapt bos zolang het bebost is en zo veiligheid en voedsel biedt, maar illegale goudwinning in de bovenloop van sommige rivieren vormt hier en daar een bedreiging.
Hoewel er waarschijnlijk meer dan 10.000 neusapen in het wild leven, is er een onaanvaardbaar risico dat de soort zal uitsterven, omdat er nog steeds grotendeels illegaal bos wordt gekapt dat de habitat van de neusaap vormt. Inmiddels zijn de bestaande populaties bijna allemaal te klein om op de lange termijn levensvatbaar te zijn en ze zijn sterk van elkaar geïsoleerd. Tot slot worden bosbranden steeds frequenter en heviger, voornamelijk als gevolg van de mens. Verschillende auteurs zijn van mening dat ondanks recente instandhoudingsinitiatieven meer inspanningen nodig zijn om te voorkomen dat de neusaap verder achteruitgaat. Deze inspanningen omvatten het opzetten van meer (en effectievere) gemeenschapsreservaten, het vergroten van het bewustzijn van de gemeenschap, het versterken van traditionele wetten ter bescherming van apen, het opnieuw verbinden van geïsoleerde habitats door herbebossing en het verbeteren van de wetshandhaving. Ex-situ-soortbescherming kan ook een rol spelen als het fokken in gevangenschap kan voorkomen dat de neusaap in het wild moet worden gevangen voor dierentuinen en om wilde populaties te vergroten of te herstellen.

## Video
- Etend jong mannetje